# 平成18年台風第8号
平成18年台風第8号（へいせい18ねんたいふうだい8ごう、アジア名：Saomai）は、2006年8月に発生し、中国に甚大な被害をもたらした台風である。

## 概要

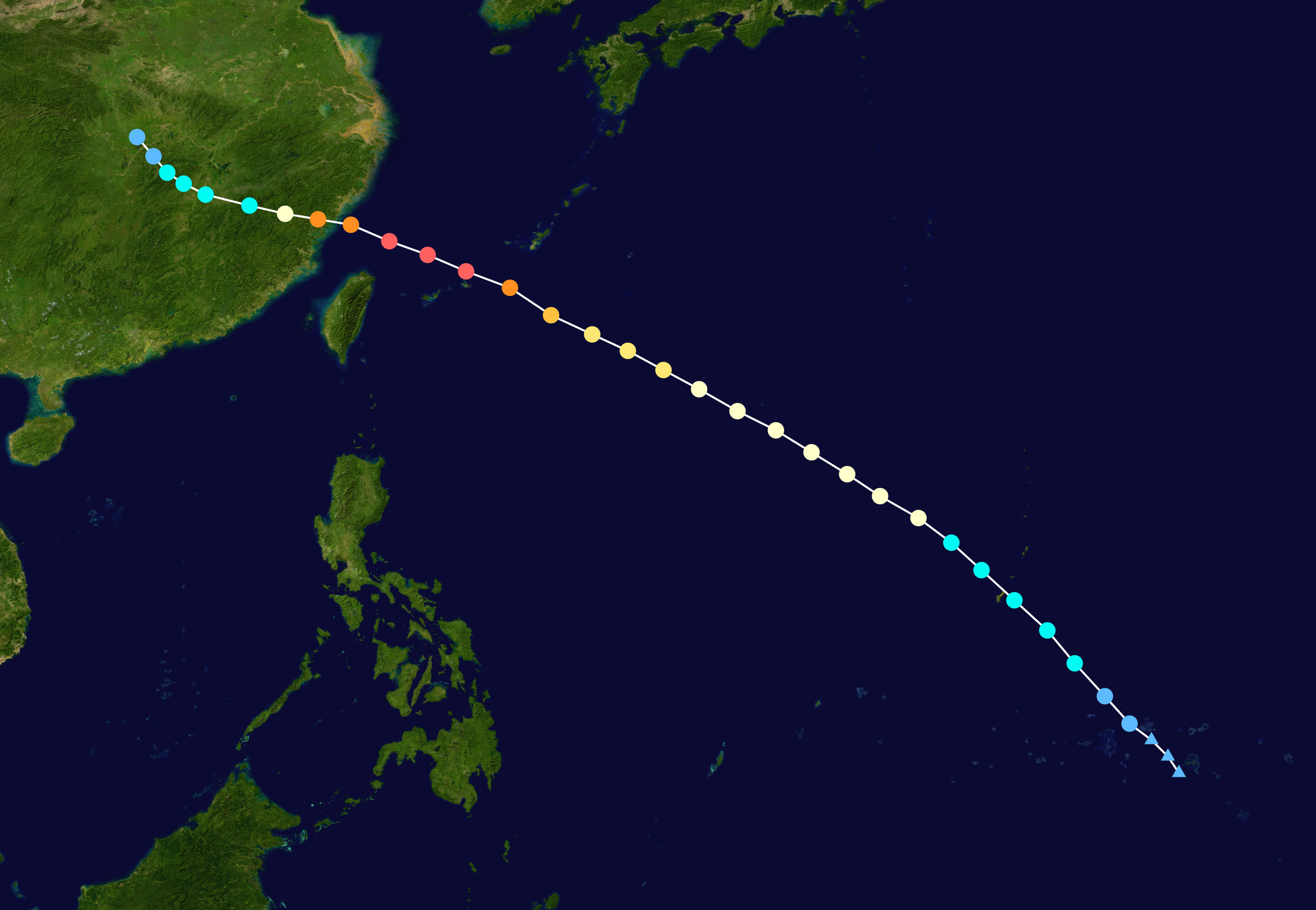
進路図

2006年8月5日21時 (JST) に、熱帯低気圧がマリアナ諸島付近（北緯11度40分・東経146度30分）で台風8号となり、アジア名「サオマイ（Saomai）」と命名された。命名国はベトナムで、「金星」を意味する。また、フィリピン大気地球物理天文局（PAGASA）はこの台風について、フィリピン名「フアン（Juan）」と命名している。台風は徐々に勢力を強めながら北西方向に進み、10日に浙江省温州市の蒼南県馬站鎮沿岸に上陸し、11日9時には熱帯低気圧に変わり、12日9時に消滅した。
速報値では、同年の台風7号は8月5日21時（JST）に発生したとされていたが、事後解析で8月6日3時（JST）に発生日時が変更されたため、この台風の方が先に発生していたことになり、台風番号と発生日時が逆転した。そのため実質的には、この台風が台風7号、台風7号が台風8号である。このような逆転現象は2000年の台風15号と16号の時以来6年ぶりの発生となった。ちなみに、速報値ではこの台風と台風7号は、同時に発生した台風であったと同時に同時に消滅した台風でもあった。

## 影響・被害
台風により、最大瞬間風速68.0m/sが記録されたほか、福建省寧徳市の福鼎市では、潮位偏差が4.01 mの高潮が発生した。中国気象局によると、この台風の上陸時の中心気圧は920hPaまで低下していたとされており、中国本土に上陸した台風としては、過去50年間で上陸時の中心気圧が最も低かったとされた。浙江省温州市蒼南県の金郷鎮にある2つの村では、家屋の倒壊が発生するなどし、地元政府は兵士や警察官、消防隊員など300人近くで構成した緊急救助隊を現場へと派遣した。この台風により、合計で458人が死亡した。

## 備考
この台風のアジア名である「サオマイ(Saomai)」は、この台風限りで使用中止となり、次順からは「ソンティン (Son-tinh)」というアジア名が使用されることになった。